# Xavier Fernàndez i Fernàndez
Xavier Fernàndez i Fernàndez, més conegut com a Xavi Fernàndez (l'Hospitalet de Llobregat, 12 de febrer de 1968), és un exjugador de bàsquet català de la dècada dels 90.

## Biografia
Criat al barri de Bellvitge, i amb una alçada d'1,94 metres i 90 kg de pes, va destacar jugant a la posició d'aler, gràcies al seu excel·lent llançament de llarga distància i als seus grans fonaments tècnics.
Va passar els seus millors anys com a jugador professional entre 1994 i 1999 quan, durant cinc temporades, va defensar la samarreta del Barça. En cinc temporades va guanyar quatre lligues ACB, una Copa Korac, i fou dos cops subcampió de l'Eurolliga.
Fou 46 cops internacional amb la Selecció Espanyola de Bàsquet, amb la qual va participar en els Jocs Olímpics de Barcelona 1992 i l'Eurobasket de Grècia de 1995. La seva participació en la selecció espanyola es resumeix en una mitjana de 9,6 punts per partit.
També va jugar amb la selecció catalana un partit amistós, en homenatge a Joan Creus, en el moment de la seva retirada.
Després de retirar-se com a jugador en actiu, al final de la temporada 2002-2003, es va integrar a l'equip tècnic del Club Bàsquet Girona, la temporada 2003-2004.
El juny de 2015 es va fer públic que era un dels homes forts del projecte per potenciar la secció de bàsquet del Barça de la precandidatura de Jordi Majó a les XIII eleccions a la presidència del Futbol Club Barcelona.
El 2016 va ser, durant uns mesos, entrenador de Spar Citylift Girona, per posteriorment passar al càrrec de director general com a Uni Girona. Abans d'ocupar aquests càrrecs esportius a l'equip de Girona havia treballat a l'entitat durant set anys al departament de màrqueting.

## Trajectòria esportiva
- CB L'Hospitalet (categories inferiors)
- Club Joventut de Badalona (Júnior): 1987.
- Caixa Sabadell (Segona Divisió): 1987-1988.
- Metro Santa Coloma (Primera B): 1988-1989.
- Elosúa León (Primera B i ACB): 1989-1994.
- FC Barcelona: 1994-1999.
- Unicaja Málaga: 1999-2000.
- Canarias Telecom: 2000-2001.
- Casademont Girona: 2001-2003.

## Palmarès

### Títols internacionals de club
- 1 Copa Korac: 1998-1999, amb el FC Barcelona.
- 2 subcampionats de l'Eurolliga: 1995-1996 i 1996-1997, amb el FC Barcelona.
- 1 subcampionat de la Copa Korac: 1999-2000, amb l'Unicaja.

### Títols nacionals de club
- 4 Lligues ACB: 1994-1995, 1995-1996, 1996-1997 i 1998-1999, amb el FC Barcelona.

### Reconeixements individuals
- "Millor Debutant" de la Lliga ACB a la temporada 1990-1991, segons la revista "Gigantes del Basket".
- "Millor Jugador Espanyol" de la temporada 1992-1993, segons el diari "El Mundo Deportivo".
- "Millor Jugador Espanyol" de la temporada 1993-1994, segons el diari "El Mundo Deportivo".
- "Millor Jugador de la Final de la Lliga ACB a la temporada 1995-1996, per l'ACB.
- "Jugador Més Valuós" de la temporada 1995-1996, segons la revista Gigantes del Superbasket.
- "Jugador Més Valuós" de l'ACB All Stars de Cáceres'96.

## Estadístiques[6]
| Equip                         | Temporada | PJ | PT | Min  | P   | A   | RO | RD  | M | BR | BP | TF | TC | FP  | FR  | V   | T1      | T2      | T3     |
| ----------------------------- | --------- | -- | -- | ---- | --- | --- | -- | --- | - | -- | -- | -- | -- | --- | --- | --- | ------- | ------- | ------ |
| C.B. Elosúa León              | 1990-91   | 34 | 28 | 1038 | 466 | 66  | 48 | 71  | 1 | 48 | 60 | 1  | 0  | 98  | 96  | 480 | 104/122 | 124/217 | 38/85  |
| Elosúa León                   | 1991-92   | 39 | 39 | 1307 | 651 | 99  | 48 | 113 | 1 | 53 | 63 | 2  | 18 | 97  | 175 | 726 | 130/157 | 160/283 | 67/154 |
| Elosúa León                   | 1992-93   | 35 | 35 | 1212 | 631 | 86  | 38 | 90  | 0 | 48 | 76 | 2  | 25 | 86  | 156 | 613 | 146/173 | 151/310 | 61/126 |
| Elmar León                    | 1993-94   | 31 | 30 | 1066 | 602 | 58  | 36 | 51  | 0 | 44 | 61 | 2  | 12 | 82  | 190 | 610 | 168/202 | 136/250 | 54/124 |
| F.C. Barcelona Banca Catalana | 1994-95   | 50 | 40 | 1279 | 630 | 106 | 54 | 77  | 0 | 55 | 88 | 3  | 14 | 134 | 198 | 657 | 149/184 | 137/239 | 69/162 |
| F.C. Barcelona Banca Catalana | 1995-96   | 48 | 31 | 1178 | 585 | 115 | 30 | 66  | 0 | 47 | 58 | 1  | 11 | 119 | 161 | 637 | 153/177 | 93/158  | 82/173 |
| F.C. Barcelona Banca Catalana | 1996-97   | 48 | 36 | 1090 | 499 | 67  | 22 | 51  | 0 | 51 | 49 | 1  | 9  | 81  | 127 | 472 | 110/136 | 82/163  | 75/175 |
| F.C. Barcelona Banca Catalana | 1997-98   | 41 | 5  | 877  | 477 | 54  | 25 | 48  | 0 | 27 | 28 | 3  | 4  | 78  | 114 | 488 | 144/166 | 78/134  | 59/131 |
| F.C. Barcelona                | 1998-99   | 38 | 9  | 489  | 194 | 43  | 19 | 25  | 0 | 17 | 24 | 0  | 7  | 39  | 40  | 189 | 45/50   | 28/55   | 31/78  |
| Unicaja                       | 1999-00   | 38 | 10 | 729  | 303 | 31  | 23 | 38  | 0 | 23 | 25 | 0  | 14 | 43  | 75  | 269 | 71/83   | 47/106  | 46/117 |
| Canarias Telecom              | 2000-01   | 34 | 29 | 894  | 411 | 78  | 23 | 50  | 0 | 35 | 72 | 1  | 16 | 89  | 132 | 373 | 107/119 | 83/174  | 46/123 |
| Casademont Girona             | 2001-02   | 33 | 17 | 741  | 346 | 26  | 26 | 41  | 0 | 22 | 36 | 1  | 6  | 73  | 86  | 289 | 57/75   | 65/126  | 53/118 |
| Casademont Girona             | 2002-03   | 24 | 0  | 305  | 165 | 29  | 8  | 15  | 0 | 9  | 19 | 2  | 3  | 43  | 42  | 150 | 30/39   | 33/46   | 23/56  |